# Laginji
Laginji is een plaats in de gemeente Žminj in de Kroatische provincie Istrië. De plaats telt 134 inwoners (2001).